# Румовський Степан Якович
Степан Якович Румовський (29 жовтня (9 листопада) 1734 — 6 (18) липня 1812) — російський астроном і математик, один з перших російських академіків (з 1767).  Іноземний член Стокгольмської Академії наук.
Наукові праці відносяться до галузі астрономії, геодезії, географії, математики і фізики.  Багато зусиль він направив на викладання з метою виховати перше покоління російських вчених.  Написав підручник «Скорочення математики» (1760).  Один з укладачів першого видання «Словника Академії Російської» в 6 томах (1789-1794).

## Життєпис
Народився 29 жовтня 1734 у Владимирській губернії, в селі Старий Погост, де його батько був священиком.  У 1739 році батько переселився у Петербург і отримав місце священика там, згодом став протоієреєм.
Румовський-син з п'ятирічного віку почав навчання в Олександро-Невської семінарії, у класі піїтики, де вважався одним найкращих учнів.  У віці 12 років був обраний Ломоносовим і Брауном для навчання в Академічній гімназії при Академічному університеті.
10 травня 1748 Румовський почав своє навчання в університеті.  У 1750 році обрав предметом спеціальних занять математику.  В університеті показав себе старанним і обдарованим студентом, про Румовського позитивно відгукувалися всі викладачі.
У 1753 році став ад'юнктом з астрономії Петербурзької Академії наук, а наступного року був відряджений до Берліна, де вивчав математику у Леонарда Ейлера.  Для рішення на користь цього відрядження Румовський представив рішення задачі Кеплера, ця робота була відіслана Ейлеру.  Ейлер визнав, що зроблені викладки коштували великих труднощів і безсумнівно доводять здатності автора до математики.  Завдяки такій відозві відрядження було схвалене.
28 червня 1754 Румовський прибув до Берліна, жив він у будинку Ейлера.  Румовський був старанним учнем і зблизився з родиною Ейлера, але нестача коштів, які йому виділялися, ставив його в незручне становище, внаслідок чого Румовського частково утримував його вчитель. Так тривало 2 роки.  У 1756 році Румовський повернувся в Петербург.  Подальша діяльність його була надзвичайно різноманітна.
З 1760 року викладав в Академічному університеті математику й астрономію.  Екстраординарний професор з 1763 , ординарний професор з 1767.  З 1766 по 1803г завідував географічним департаментом, був директором академічної обсерваторії, керував картографічними роботами, готував астрономо-метеорологічні календарі.  Член Російської академії (академік з астрономії) з моменту її заснування (1767).  З 1800 по 1803 — віце-президент Петербурзької Академії.
З 1776 по 1783 роки був інспектором заснованого тоді у Петербурзі Грецького кадетського корпусу.  У 1798 році Адміралтейств-колегія доручила Румовського підготовку вчителів навігації Морського кадетського корпусу до проведення астрономічних досліджень, за що Румовський був нагороджений чином дійсного статського радника і отримав орден св. Володимира з рук Катерини II.
У зв'язку з планами відкриття Казанського університету був призначений попечителем Казанського навчального округу (1803) і лишався на цій посаді до кінця життя.  Під його керівництвом була створена система освіти Сибіру і Сходу європейської частини Росії з опорою на Казанський університет, гімназії, парафіяльні та повітові училища у великих містах округу.  Викладацький склад Казанського університету був підібраний їм настільки ретельно, що за короткий час він став одним з провідних університетів Росії, що випускають в тому числі першокласних математиків (Микола Лобачевський).
Помер в Петербурзі 7 липня 1812.

## Наукова діяльність
Видав «Керівництво з математичних наук», виступав за читання лекцій російською мовою.  Представив понад 50 мемуарів, більшість з яких за змістом відносяться до астрономії.  Серед них можна виділити роботи, пов'язані з спостереження проходження Венери і Меркурія по диску Сонця, спостереження сонячних і місячних затемнень і цикл статей із заголовком «спостереження, зроблені на Петербурзькій обсерваторії». У 1761 і 1769 брав участь в міжнародних заходах з визначення паралакса Сонця шляхом спостереження проходжень Венери по диску Сонця (спостереження проводилися з багатьох пунктів земної кулі). Румовський проводив спостереження в Селенгінську (1761) і на Кольському півострові (1769). На підставі цих спостережень вивів досить точне значення паралакса Сонця — 8,67" (сучасне значення 8,79405"). За словами самого Румовського, він щорічно «трудився в спостереженні знатних небесних тіл».
Так само у Румовського є дуже важливі праці, що відносяться до визначення довготи і широти різних місцевостей Росії. Складений Румовським в 1786 каталог астрономічних пунктів Росії характеризується значною за тим часом точністю. Каталог узагальнив діяльність російських геодезистів і за об'ємом перевершував сучасні йому каталоги інших країн.
До області чистої математики відносяться такі мемуари, як «Про інтегрування різних формул» та «Про найбільші і найменші величини», в якому присутні зачатки диференціального числення.  До області фізики відноситься мемуар «спосіб точнішого спостереження над магнітною стрілкою».  До області метеорології — розбір спостережень, зроблених Ісленьєвим у Якутську.  За цими даними Румовським були складені таблиці географічних положень.
Наукова діяльність Румовського не обмежувалася обраними ним спеціальностями.  На нього неодноразово покладалися роботи, для яких потрібна загальна освіченість, що виходить за рамки математики.  Румовський брав участь у працях, які стосуються історії, словесності та законодавства.  Приміром, він перекладав на російську мову різні твори, у тому числі філософські праці Ейлера, частини «Природничої історії» Бюффона і літописи Тацита.
Був редактором астрономічних календарів та журналів «Месяцеслов» і «Новые ежемесячные сочинения» (1786-1796).